# ناحیه چاندپور
ناحیه چاندپور (به لاتین: Chandpur District) یک ناحیه در بنگلادش است که در استان چیتاگونگ واقع شده‌است.

## خصوصیات
ناحیه چاندپور ۱٬۷۰۴٫۰۶ کیلومترمربع مساحت و ۲٬۴۱۶٬۰۱۸ نفر جمعیت دارد.